# Лоу Яншэн
Лоу Яншэн (род. октябрь 1959, Пуцзян, Чжэцзян) — китайский политик. Член ЦК КПК 19 и 20-го созывов. С 2021 года глава парткома КПК пров. Хэнань. В 2019—2021 гг. глава парткома КПК пров. Шаньси, в 2016—2019 гг. её губернатор.
Член КПК с 1981 года.
По национальности ханец. Трудовую деятельность начал в 1976 году. С 1978 по 1982 г. занимался на факультете математики Zhejiang Normal University.
В 2003—2008 гг. глава Лишуйского горкома КПК. В 2008—2009 гг. замзавотделом единого фронта парткома КПК провинции Чжэцзян. В 2009—2012 гг. заворготделом парткома КПК пров. Хайнань. В 2012—2014 гг. заворготделом парткома КПК пров. Хубэй. В 2012—2014 гг. ректор провинциальной партшколы. В 2014—2016 гг. замглавы парткома КПК пров. Шаньси; получил назначение туда, чтобы помочь разобраться с коррупцией. В 2016—2019 гг. губернатор той же провинции, а в 2019—2021 гг. глава её парткома КПК. С 2021 года глава парткома КПК пров. Хэнань. Считается одним из приближённых Си Цзиньпина, с которым ему довелось тесно сотрудничать в 2000-х в Чжэцзяне.
Согласно одному из ИИ-исследований, Лоу Яншэн являлся одним из наиболее вероятных кандидатов на попадание в Политбюро ЦК КПК 20-го созыва, то есть избрания после XX съезда КПК в октябре 2022 года.